# キモシン
キモシン（英: chymosin）またはレンニン（英: rennin）は、レンネット中に存在するプロテアーゼである。MEROPSではA1ファミリーに属するアスパラギン酸プロテアーゼである。キモシンは産まれたばかりの反芻動物の第4胃（ギアラ）の内壁で産生され、摂取した乳の凝集（凝乳）を行う。キモシンはチーズの製造に広く利用されている。現在ではウシ由来キモシンは、代替的供給源として大腸菌Escherichia coli、コウジカビAspergillus niger var awamori、酵母Kluyveromyces lactisでの組換え発現によっても製造されている。

## 産生
キモシンは産まれたばかりの反芻動物の第4胃の主細胞で産生され、摂取した乳汁を凝乳する。その結果、乳は腸に長くとどまることとなり、良く吸収されるようになる。ブタ、ネコ、鰭脚類など、反芻動物以外の一部の動物もキモシンを産生する。
ある研究ではヒトの新生児でもキモシン様の酵素が存在することが報告されているが、他の研究ではこの発見は再現されていない。ヒトの1番染色体にはキモシンの偽遺伝子が存在し、タンパク質の産生は行われない。ヒトは、ペプシンやリパーゼといった乳汁の消化を行う他の酵素を持っている:262。

## 酵素反応
キモシンは、チーズの製造時に乳の沈殿とカードの形成に利用される。キモシンの天然の基質はκ-カゼインであり、105番のフェニルアラニンと106番のメチオニンのアミノ酸残基の間のペプチド結合が特異的に切断される。カゼインの疎水的なパラカゼイン（para-casein）部分と親水的な酸性糖ペプチド（acidic glycopeptide）部分が切り離されることで、疎水的部分が凝集しゲル化が起こる。
κ-カゼインのヒスチジンとキモシンのグルタミン酸、アスパラギン酸との間の静電的相互作用によって、酵素への基質の結合が開始される。キモシンに基質が結合していないときには、β-ヘアピン構造（「フラップ」とも呼ばれる）が活性部位と水素結合を形成しており、活性部位を覆うことで基質の結合を防いでいる。

## 例
反芻動物でキモシンをコードするCym遺伝子と、それに対応するヒトの偽遺伝子についての情報を示す。
| Chymosin [Precursor] (B.taurus or C.dromedarius) | Chymosin [Precursor] (B.taurus or C.dromedarius) |
| ------------------------------------------------ | ------------------------------------------------ |
| 仔牛キモシンのX線結晶構造                        |                                                  |
| 識別子                                           |                                                  |
| 略号                                             | Cym                                              |
| 他の略号                                         | CPC                                              |
| Entrez                                           | 529879                                           |
| PDB                                              | 4CMS (RCSB PDB PDBe PDBj)                        |
| RefSeq                                           | NP_851337.1                                      |
| UniProt                                          | Q9GK11                                           |
| テンプレートを表示                               |                                                  |

| chymosin pseudogene (H.sapiens) | chymosin pseudogene (H.sapiens) |
| 識別子                          | 識別子                          |
| ------------------------------- | ------------------------------- |
| 略号                            | CYMP                            |
| Entrez                          | 643160                          |
| HUGO                            | 2588                            |
| OMIM                            | 118943                          |
| RefSeq                          | NR_003599                       |
| 他のデータ                      |                                 |
| 遺伝子座                        | Chr. 1 p13.3                    |
| テンプレートを表示              |                                 |

## 組換えキモシン
微生物や動物由来のレンネットは不完全であり希少でもあったため、チーズの生産者は代替物を探していた。遺伝子工学が発展するにつれて、動物の胃からレンネットを産生する遺伝子を抽出し、それらを特定の細菌、菌類や酵母へ挿入することで発酵によってキモシンを生産することが可能となった。遺伝子組換え生物は発酵後に取り除かれること、キモシンは発酵培地から単離されることから、発酵法で生産されたキモシン（fermentation-produced chymosin、FPC）にはいかなる遺伝子組換えに由来する要素や成分も含まれていない。FPCは動物由来のキモシンと同一であり、より効率的に生産される。FPC製品は1990年以降市場に出回っており、理想的な凝乳酵素であると見なされている。
FPCはアメリカ食品医薬品局（FDA）による登録と認可が行われた、最初の人工的に生産された酵素である。1999年時点ではアメリカ合衆国のハードチーズの約60%がFPCを用いて製造されており、世界的なレンネット市場で最大80%を占めている。
2008年までに、アメリカ合衆国とイギリスでは商業的に生産されているチーズの約80%から90%がFPCを用いて製造されるようになっている。最も広く利用されているFPCはA. nigerまたはK. lactisを用いて生産されたものである。
FPCはキモシンBのみを成分として含むため、動物由来のレンネットと比較して高い純度が得られている。動物や微生物由来のレンネットと比較して、FPCはより高い収率で、よりキメが細かく苦みの少ないカードを製造することができる。

## 関連文献
- Foltmann B (1966). “A review on prorennin and rennin”. C R Trav Lab Carlsberg 35 (8):  143–231. PMID 5330666.
- “Peptide substrates for chymosin (rennin). Interaction sites in kappa-casein-related sequences located outside the (103-108)-hexapeptide region that fits into the enzyme's active-site cleft”. Biochem. J. 244 (3):  553–8. (June 1987). doi:10.1042/bj2440553. PMC 1148031. PMID 3128264.